# Roger Anger

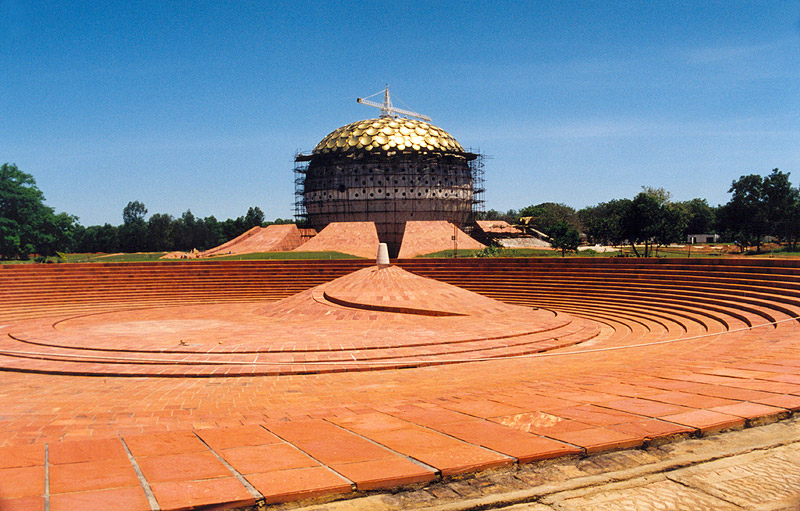
Staden Aurovilles kärna, meditationsrummet Matri Mandir (Moderns Helgedom), uppfört 1971-2008.

Roger Anger, född 24 mars 1923, död 15 januari 2008, var en fransk arkitekt . Han var bland annat huvudansvarig för utformningen av staden Auroville, ett projekt inspirerat av Mirra Alfassa och finansierat av Unesco.